# Bekim Kuli
Bekim Kuli (Kavajë, 19 settembre 1982) è un allenatore di calcio ed ex calciatore albanese, di ruolo centrocampista.

## Carriera

### Club
Il 21 agosto 2015 viene acquistato dal Bylis Ballsh e firma un contratto annuale con scadenza il 30 giugno 2016.

## Statistiche

### Presenze e reti nei club
Statistiche aggiornate al 10 luglio 2018.
| Stagione                | Squadra                 | Campionato              | Campionato | Campionato | Coppe nazionali | Coppe nazionali | Coppe nazionali | Coppe continentali | Coppe continentali | Coppe continentali | Altre coppe | Altre coppe | Altre coppe | Totale | Totale |
| Stagione                | Squadra                 | Comp                    | Pres       | Reti       | Comp            | Pres            | Reti            | Comp               | Pres               | Reti               | Comp        | Pres        | Reti        | Pres   | Reti   |
| ----------------------- | ----------------------- | ----------------------- | ---------- | ---------- | --------------- | --------------- | --------------- | ------------------ | ------------------ | ------------------ | ----------- | ----------- | ----------- | ------ | ------ |
| 1998-1999               | Besa Kavajë             | KS                      | 0          | 0          | CA              | 0               | 0               | -                  | -                  | -                  | -           | -           | -           | 0+     | 0+     |
| 2001-gen. 2002          | Samsunspor              | 1L                      | 0          | 0          | CT              | 1               | 0               | -                  | -                  | -                  | -           | -           | -           | 1      | 0      |
| gen.-giu. 2002          | Partizani Tirana        | KS                      | 0          | 0          | CA              | 0               | 0               | -                  | -                  | -                  | -           | -           | -           | 0+     | 0+     |
| 2002-gen. 2003          | Samsunspor              | 1L                      | 0          | 0          | CT              | 0               | 0               | -                  | -                  | -                  | -           | -           | -           | 0      | 0      |
| Totale Samsunspor       | Totale Samsunspor       | Totale Samsunspor       | 0          | 0          |                 | 1               | 0               |                    | -                  | -                  |             | -           | -           | 1      | 0      |
| gen.-giu. 2003          | Besa Kavajë             | KS                      | 0          | 0          | CA              | 0               | 0               | -                  | -                  | -                  | -           | -           | -           | 0+     | 0+     |
| lug. 2003               | Partizani Tirana        | KS                      | 0          | 0          | CA              | 0               | 0               | Int                | 4                  | 1                  | -           | -           | -           | 4      | 1      |
| 2003-2004               | Besa Kavajë             | KS                      | 0          | 0          | CA              | 0               | 0               | -                  | -                  | -                  | -           | -           | -           | 0+     | 0+     |
| 2004-2005               | Partizani Tirana        | KS                      | 0          | 0          | CA              | 0               | 0               | CU                 | 2                  | 0                  | SA          | 0           | 0           | 2+     | 0+     |
| Totale Partizani Tirana | Totale Partizani Tirana | Totale Partizani Tirana | 0          | 0          |                 | 0               | 0               |                    | 6                  | 1                  |             | 0           | 0           | 6+     | 1+     |
| 2005-2006               | Lushnja                 | KS                      | 0          | 0          | CA              | 0               | 0               | -                  | -                  | -                  | -           | -           | -           | 0+     | 0+     |
| 2006-2007               | Teuta                   | KS                      | 29         | 4          | CA              | 1               | 0               | -                  | -                  | -                  | -           | -           | -           | 30     | 4      |
| lug. 2007               | Teuta                   | KS                      | 0          | 0          | CA              | 0               | 0               | CU                 | 2                  | 2                  | -           | -           | -           | 2      | 2      |
| 2007-2008               | Dinamo Tirana           | KS                      | 28         | 7          | CA              | 0               | 0               | -                  | -                  | -                  | -           | -           | -           | 28     | 7      |
| 2008-2009               | Besa Kavajë             | KS                      | 26         | 4          | CA              | 4               | 1               | -                  | -                  | -                  | -           | -           | -           | 30     | 5      |
| 2009-2010               | Dinamo Tirana           | KS                      | 23         | 3          | CA              | 5               | 3               | UEL                | 2                  | 1                  | -           | -           | -           | 30     | 7      |
| 2010-2011               | Shkumbini               | KS                      | 27+1       | 9+0        | CA              | 2               | 0               | -                  | -                  | -                  | -           | -           | -           | 30     | 9      |
| 2011-2012               | Dinamo Tirana           | KS                      | 20         | 5          | CA              | 0               | 0               | -                  | -                  | -                  | -           | -           | -           | 20     | 5      |
| Totale Dinamo Tirana    | Totale Dinamo Tirana    | Totale Dinamo Tirana    | 71         | 15         |                 | 5               | 3               |                    | 2                  | 1                  |             | -           | -           | 78     | 19     |
| 2012-2013               | Skënderbeu              | KS                      | 14         | 0          | CA              | 5               | 1               | UCL                | 2                  | 0                  | SA          | 1           | 0           | 22     | 1      |
| 2013-2014               | Bylis Ballsh            | KS                      | 22         | 5          | CA              | 3               | 0               | -                  | -                  | -                  | -           | -           | -           | 25     | 5      |
| 2014-gen. 2015          | Besa Kavajë             | KP                      | 9          | 4          | CA              | 1               | 2               | -                  | -                  | -                  | -           | -           | -           | 10     | 6      |
| Totale Besa Kavajë      | Totale Besa Kavajë      | Totale Besa Kavajë      | 35         | 8          |                 | 5               | 3               |                    | -                  | -                  |             | -           | -           | 40     | 11     |
| gen.-giu. 2015          | Teuta                   | KS                      | 11         | 0          | CA              | 0               | 0               | -                  | -                  | -                  | -           | -           | -           | 11     | 0      |
| Totale Teuta            | Totale Teuta            | Totale Teuta            | 40         | 4          |                 | 0               | 0               |                    | 2                  | 2                  |             | -           | -           | 42     | 6      |
| 2015-gen. 2016          | Bylis Ballsh            | KS                      | 5          | 0          | CA              | 4               | 1               | -                  | -                  | -                  | -           | -           | -           | 9      | 1      |
| Totale Bylis Ballsh     | Totale Bylis Ballsh     | Totale Bylis Ballsh     | 27         | 5          |                 | 7               | 1               |                    | -                  | -                  |             | -           | -           | 34     | 6      |
| Totale carriera         | Totale carriera         | Totale carriera         | 214+1      | 41+0       |                 | 26              | 8               |                    | 12                 | 4                  |             | 1           | 0           | 254    | 53     |

## Palmarès

### Club

#### Competizioni nazionali
- Supercoppa d'Albania: 1

Partizani Tirana: 2004
- Campionato albanese: 3

Dinamo Tirana: 2007-2008, 2009-2010
Skënderbeu: 2012-2013